# Ferrari 250 GT Berlinetta SWB
La Ferrari 250 GT Berlinetta SWB est une sportive de prestige développée par le constructeur italien Ferrari. Apparue en 1959, elle devient la première automobile connue sur le plan international pour ses victoires en Grand Tourisme. Le pilote Heinz-Ulrich Wieselmann la perçoit ainsi : « Docile comme un amour d'été […], le plaisir absolu sur quatre roues, aujourd'hui encore à la portée de quelques heureux élus ».
Alors que le nom de Ferrari est déjà synonyme de performance, la réduction du châssis des Ferrari 250 — son empattement est reduit de 200 mm à 2 400 mm — accorde à ce modèle des proportions "idéales" tandis que le terme SWB, pour Short Wheel Base, devient culte dans la catégorie GT.
Déclinée en version cabriolet avec la California Spyder et en version luxe avec la Lusso, la 250 GT Berlinetta SWB est le dernier modèle client de la génération 250. Elle sera remplacée en 1963 par la Ferrari 330.

## Genèse
La première Ferrari 250 GT Berlinetta SWB, apparue lors des 24 Heures du Mans en juin 1959, n'en est pas réellement une, mais davantage une version intermédiaire puisqu'elle utilise encore le châssis de 2 600 mm. Ses formes laissent néanmoins présager quel sera le style de la nouvelle Ferrari. Comme à son habitude, c'est donc en octobre 1959, lors du Mondial de l'automobile de Paris, que Ferrari présente officiellement la 250 GT Berlinetta SWB.
Évolution de la berlinette 250 GT « Tour de France », son châssis est identique à celui de cette dernière mais l'empattement est réduit à 2 400 mm, et la tenue de route de l'automobile en est améliorée, notamment en courbe. La Berlinetta SWB remporte de nombreuses victoires en 1960 et 1961.

## Design
À l'image des précédents modèles, la 250 GT Berlinetta SWB est dessinée par Pininfarina — ce dernier commence d'ailleurs en 1961 à signer ses réalisations par « Pininfarina » et non « Pinin Farina » — et carrossée par Scaglietti. Les formes arrondies de la carrosserie laissent néanmoins entrevoir le travail des ingénieurs Carlo Chiti et Giotto Bizzarrini concernant l'aérodynamique.
Tenue pour être l'un des plus beaux modèles automobiles, la 250 GT SWB est considérée comme remarquable pour avoir marié à merveille « esthétique » et « utilité ».

## Moteur

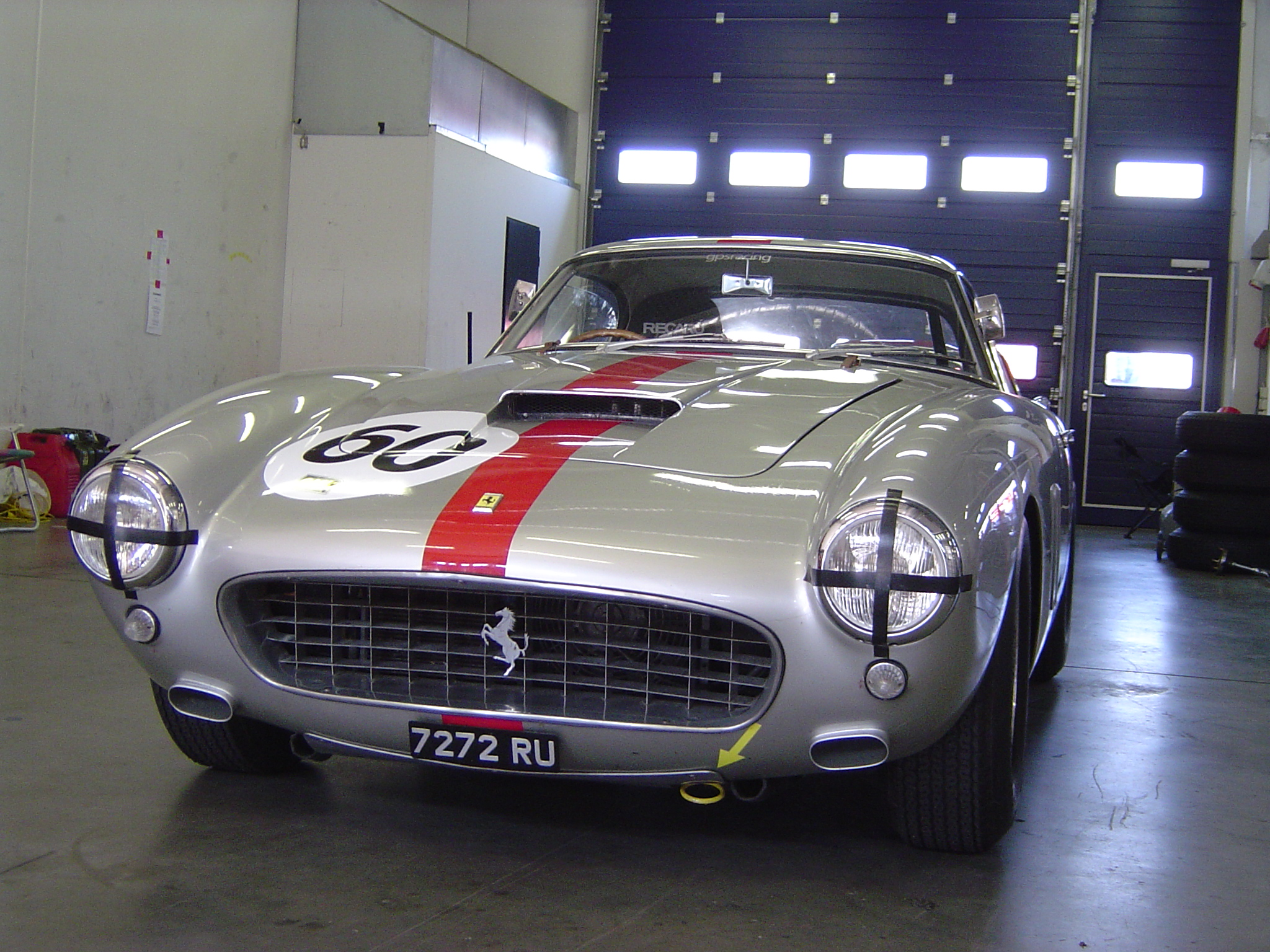
La 250 GT Berlinetta SWB dans sa version compétition.

Le moteur de la 250 GT Berlinetta SWB est le traditionnel moteur V12 "Colombo" ouvert à 60°, alimenté par trois carburateurs double corps Weber. Il développe entre 240 et 260 ch pour les versions routières Lusso. Sa puissance est portée à 270 ch pour la version client et à 280 ch voire 293 ch à 7 000 tr/min lorsqu'il s'agit de celui de la Ferrari 250 Testa Rossa, grâce notamment un nouveau bloc-cylindres.
La berlinette réalise ainsi le départ-arrêté jusqu'à 100 km/h puis jusqu'à l'arrêt en 22 secondes. Cette performance est en partie due aux freins à disque Dunlop sur les roues, qui ont remplacé les tambours des modèles précédents. 
Très rapidement après le début de production, des ouvertures d'aération sont pratiquées derrière les roues avant, pour refroidir le moteur, ainsi qu'au-dessus de la lunette arrière afin de mieux ventiler l'habitacle.

## Châssis et suspensions
La version compétition se distingue également par des ouvrants — ou au choix, la carrosserie entière — en aluminium contre l'acier pour la version client. À l'instar des précédents modèles de 250 GT, la 250 GT SWB est construite sur un châssis tubulaire soudé. La suspension arrière est assurée par un essieu rigide et d'« archaïques » ressorts à lames.

## Victoires significatives
- 24 Heures du Mans 1959 catégorie GT 3.0 avec Jean Blaton et Léon Dernier;
- 24 Heures du Mans 1960 catégorie GT 3.0 avec Fernand Tavano et Pierre Dumay;
- 24 Heures du Mans 1961 catégorie GT 3.0 avec Pierre Noblet et Jean Guichet.